# Розслідування Джордан
«Розслідування Джордан» (англ. Crossing Jordan) — детективний телесеріал. Дата виходу: 24 вересня 2001 року (США). За період з 24 вересня 2001 по 16 травня 2007 року було зреалізовано 6 сезонів із загальною кількістю 117 серій.

## Сюжет
Головна героїня серіалу, ірландка, д-р Джордан Кавано, безстрашна, розумна патологоанатом, яка після втрати робочого місця в Лос-Анджелесі, повертається в своє рідне місто Бостон і влаштовується в Масачусетський морг. Ця робота швидко стає її пристрастю. Вона не тільки робить власне свою роботу, але також з власної ініціативи виконує роботу детектива задля розв'язання головоломок, які приносить смерть. Доктор Гарет Мейсі є головним медичним судмедекспертом, але його основною роботою є тримати доктора Кавано у вузді.